# 14980 Gustavbrom
14980 Gustavbrom eller 1997 TW9 är en asteroid i huvudbältet som upptäcktes den 5 oktober 1997 av den tjeckiske astronomen Lenka Kotková vid Ondřejov-observatoriet. Den är uppkallad efter kompositören Gustav Brom.
Asteroiden har en diameter på ungefär 3 kilometer.